# 医化学
医化学（いかがく）は医学における生化学的分野を指す。主にヒトの生理学的現象、細菌の代謝系などを化学的に解明することを目的とする。たとえば、クエン酸代謝経路に関与する酵素の精製、同定、酵素のアロステリック効果などが研究対象であった。近年では必ずしも生化学によらず、分子生物学を用いた研究がなされるようになっている。

## 医化学講座
大学医学部には生化学講座、あるいは医化学講座として設置されている。日本の医学部における医化学講座の始まりは、東京帝国大学で隈川宗雄であった。生理学講座の隈川博士は明治26年（1893年）より医化学講座を担当し、ついで明治32年（1899年）には京都帝国大学に設置され、荒木寅三郎が着任した。